# Program Fobos
Fobos (rus. Фобос), sovjetski svemirski program istraživanja Marsa i njegovog satelita Fobosa. Od dvije lansirane letjelice, samo je Fobos 2 stigao do Marsa prije nego što je i on izgubljen.

## Ciljevi
Ciljevi programa Fobos bili su:
- proučavanje međuplanetarnog okoliša
- promatranje Sunca
- karakterizacija plazmatskog okruženja u blizini Marsa
- površinska i atmosferska proučavanja Marsa,
- proučavanje površinskog sastava mjeseca Fobos.

## Opis
Glavni dio letjelice sastojao se od prstenaste sekcije elektronike koja je okruživala cilindrični eksperimentalni dio. Ispod ovoga nalazila su se četiri sferična spremnika napunjena hidrazinom za manevriranje. Na njih je ugrađeno ukupno 28 potisnika (24 od 50 N i četiri od 10 N) uz dodatak potisnika na tijelu i solarnim pločama. Smjer se održavao pomoću sustava upravljanja u tri osi uz stalnu okrenutost prema Suncu.

### Znanstveni instrumenti
Sonde Fobos su nosile nekoliko znanstvenih instrumenata, između ostalog: rendgenski i ultraljubičasti teleskop, neutronski spektrometar i eksperimentalni Grunt radar koji je trebao proučavati reljef Fobosa. Lander je bio opremljen rendgenskim/alfa spektrometorm koji je trebao otkriti kemijski sastav površine Fobosa, seizmometar za istraživanje strukture mjeseca i penetrator "Razrez" s temperaturnim senzorima i akcelerometar za ispitivanje fizičkih i mehaničkih svojstava površine.